# Hitradio Namibia
Hitradio Namibia ist der erste private deutschsprachige Hörfunksender in Namibia. Er ging am 1. August 2012 auf Sendung. Daneben gibt es als weiteren deutschsprachigen Sender das öffentlich-rechtliche Funkhaus Namibia der NBC.
Der Sender hat seinen Sitz und sein Sendezentrum seit Ende März 2021 in Windhoek-Klein Windhoek.
Am 20. Januar 2025 wurde bekannt, dass Hitradio Namibia zum Verkauf steht. Demnach soll das Programm wie gewohnt bis Ende Februar 2025 weiterlaufen. Ab dem 1. März ist zunächst ein reiner Musiksender mit Werbung geplant, bis Klarheit über die zukünftige Ausrichtung des Senders besteht. Im Mai 2025 wurde der Verkauf an die Damselfish Investments Two (Pty) Ltd, deren Eigentümer das Network Media Hub (NMH) ist, bekannt.

## Verbreitung
Der Sender ist über UKW 99,5 MHz in Windhoek und Umgebung sowie 97,5 MHz in Swakopmund und Umgebung zu empfangen, seit dem 19. November 2013 auch in Lüderitz auf 97,5 MHz sowie seit Dezember 2013 in Otjiwarongo auf 90,0 MHz und Tsumeb und seit 2021 in Grootfontein auf 90,4 MHz. In Planung sind die Standorte Erongoberg auf 94,7 MHz und Oshakati auf 101,1 MHz.
Außerdem gibt es einen Internet-Livestream, der weltweit zu hören ist. 
Von April bis Juni 2013 sendete Hitradio Namibia testweise per Satellit auf Thor 6. Seit November 2013 sendet Hitradio Namibia im Rahmen des neuen deutschsprachigen Fernseh- und Hörfunkangebotes für das südliche Afrika von Satelio via Satellit.
Der Marktanteil von Hitradio Namibia lag 2014 landesweit bei 0,56 % der Hörerschaft bzw. 5,6 % der Werbeeinnahmen im Hörfunk.

## Programm
Hitradio Namibia sendet ein Programm mit dem Schwerpunkt auf Musik. Zudem bilden Nachrichten aus Namibia, dem südlichen Afrika und der ganzen Welt einen Schwerpunkt. Es wird aktuelle Chartmusik gespielt, aber auch Evergreens und Musik aus den 1980er- und 1990er-Jahren. Anders als beim öffentlich-rechtlichen Mitbewerber Funkhaus Namibia fehlt durch die Orientierung am CHR- und AC-Format Musik abseits des Mainstreams, insbesondere aus den Bereichen Alternative und Independent, hingegen völlig. Zielgruppe sind deutschsprachige Namibier und Touristen sowie deutschsprachige Hörer im Ausland zwischen 25 und 55 Jahren.
Fester Bestandteil des Programms ist die Sendung „Namibia am Morgen“. 
Seit März 2022 wird der Podcast: „Namibia hören - Der Hitradio Namibia Podcast“ produziert. Dabei wird alle zwei Wochen eine neue Folge veröffentlicht. 

## Mitarbeiter
Hitradio Namibia setzt sich seit der Bekanntgabe des Verkaufs im Mai 2025 aus einem Team von drei Mitarbeitern, darunter die ehemalige Co-Eigentümerin Sybille Moldzio-Schonecke zusammen.
Die Eigentümer von Hitradio Namibia waren zuvor seit dem 1. August 2020 Moldzio-Schonecke und Kai-Uwe Schonecke, alle gebürtige Deutschnamibier. Zuvor war der Sender in Besitz von Wilfried Hähner (gemeinsam mit Sybille Rothkegel bis 2019); 2019 übernahmen Hartwig und Jessica Rothkegel die Anteile von Sybille Rothkegel. Hähner arbeitete bis Ende 2009, Rust bis Ende 2020 und von Dewitz bis Mitte 2023 beim Funkhaus Namibia.
Im Oktober 2021 erhielt Sybille Moldzio-Schonecke die Auszeichnung als Auslandsdeutsche des Jahres der Internationalen Medienhilfe (IMH).

## Soziales Engagement
Im Dezember 2012 hat Hitradio Namibia die Spendeninitiative Aktion Sonnenstern ins Leben gerufen. Die Aktion fand zwischen 2012 und 2015 alljährlich im Dezember statt. Hierbei sammelte der Sender Spenden für namibische Non-Profit-Organisationen. 2012 kamen 262.777,11 Namibia-Dollar zusammen. 2013 wurden 500.000 Namibia-Dollar, 2014 360.000 Namibia-Dollar und 2015 400.000 Dollar an Spenden gesammelt.
Zudem unterstützt Hitradio Namibia weitere Initiativen wie ATA International, den Tierschutzverein Windhoek (SPCA) oder Intelligence Support Against Poaching (ISAP).